# National Women's Soccer League 2022
La National Women's Soccer League 2022 è stata la decima edizione della massima serie del campionato statunitense di calcio femminile. La stagione è iniziata il 29 aprile e si è conclusa il 3 ottobre 2022. Il campionato è stato vinto dal Portland Thorns per la terza volta nella sua storia, dopo aver battuto nella finale dei play-off il Kansas City Current. L'NWSL Shield è stato vinto dall'OL Reign.

## Stagione

### Novità
Il numero delle squadre partecipanti è salito a 12 rispetto alla stagione 2021, grazie all'iscrizione al campionato di Angel City e San Diego Wave. L'Angel City era stata annunciata nell'ottobre 2020 come nuova squadra rappresentante l'area di Los Angeles. San Diego Wave venne annunciata nel novembre 2021 come denominazione della nuova squadra rappresentante l'area di San Diego. Il 30 ottobre 2021 era stato annunciato che la denominazione definitiva della squadra di Kansas City sarebbe stata Kansas City Current.

### Formula
Le dodici squadre partecipanti hanno giocato nella stagione regolare un totale di 22 partite, 11 in casa e 11 in trasferta. Le sei squadre meglio classificate hanno disputato un play-off a partita secca per determinare la vincitrice del campionato. Le prime due classificate accedevano direttamente alle semifinali, mentre le squadre classificate dal terzo al sesto posto accedevano ai quarti di finale.

## Squadre partecipanti
| Club                   | Città       | Stadio                     | Stagione precedente        |
| ---------------------- | ----------- | -------------------------- | -------------------------- |
| Angel City             | Los Angeles | Banc of California Stadium | -                          |
| Chicago Red Stars      | Chicago     | SeatGeek Stadium           | 4º posto in NWSL           |
| Houston Dash           | Houston     | PNC Stadium                | 7º posto in NWSL           |
| Kansas City Current    | Kansas City | Children's Mercy Park      | 10º posto in NWSL          |
| NJ/NY Gotham           | Harrison    | Red Bull Arena             | 5º posto in NWSL           |
| North Carolina Courage | Cary        | Sahlen's Stadium           | 6º posto in NWSL           |
| OL Reign               | Seattle     | Lumen Field                | 2º posto in NWSL           |
| Orlando Pride          | Orlando     | Exploria Stadium           | 8º posto in NWSL           |
| Portland Thorns        | Portland    | Providence Park            | 1º posto in NWSL           |
| Racing Louisville      | Louisville  | Lynn Family Stadium        | 9º posto in NWSL           |
| San Diego Wave         | San Diego   | Torero Stadium             | -                          |
| Washington Spirit      | Washington  | Audi Field                 | 3º posto in NWSL, campione |

## Stagione regolare

### Classifica finale
| Pos. | Squadra                | Pt | G  | V  | N  | P  | GF | GS | DR  |
| ---- | ---------------------- | -- | -- | -- | -- | -- | -- | -- | --- |
| 1.   | OL Reign               | 40 | 22 | 11 | 7  | 4  | 32 | 19 | +23 |
| 2.   | Portland Thorns        | 39 | 22 | 10 | 9  | 3  | 49 | 24 | +25 |
| 3.   | San Diego Wave         | 36 | 22 | 10 | 6  | 6  | 32 | 21 | +11 |
| 4.   | Houston Dash           | 36 | 22 | 10 | 6  | 6  | 35 | 27 | +8  |
| 5.   | Kansas City Current    | 36 | 22 | 10 | 6  | 6  | 29 | 29 | 0   |
| 6.   | Chicago Red Stars      | 33 | 22 | 9  | 6  | 7  | 34 | 28 | +6  |
| 7.   | North Carolina Courage | 32 | 22 | 9  | 5  | 8  | 46 | 33 | +13 |
| 8.   | Angel City             | 29 | 22 | 8  | 5  | 9  | 23 | 27 | -4  |
| 9.   | Racing Louisville      | 23 | 22 | 5  | 8  | 9  | 23 | 35 | -12 |
| 10.  | Orlando Pride          | 22 | 22 | 5  | 7  | 10 | 22 | 45 | -23 |
| 11.  | Washington Spirit      | 19 | 22 | 3  | 10 | 9  | 26 | 33 | -7  |
| 12.  | NJ/NY Gotham           | 13 | 22 | 4  | 1  | 17 | 16 | 46 | -30 |

Legenda:
      Vince la NWSL Shield e ammessa ai play-off
      Ammessa ai play-off
Regolamento:
Tre punti a vittoria, uno a pareggio, zero a sconfitta.
La classifica viene stilata secondo i seguenti criteri:
1. Scontri diretti;
2. Miglior differenza reti nell'arco della stagione;
3. Maggior numero di reti segnate;
4. Verifica dei primi tre criteri riguardo alle gare in trasferta;
5. Verifica dei primi tre criteri riguardo alle gare in casa;
6. Lancio della moneta.

Se tre o più squadre rimangono in parità, si tiene conto delle seguenti regole fino a quando rimarranno solamente due squadre, classificabili come indicato nei criteri sopra:
1. Classifica avulsa;
2. Miglior differenza reti stagionale.

### Risultati

#### Tabellone
|                        | Ang  | Chi  | Hou  | Kan  | NJG  | NCC  | OLR  | Orl  | Por  | Rac  | SDW  | Was  |
| ---------------------- | ---- | ---- | ---- | ---- | ---- | ---- | ---- | ---- | ---- | ---- | ---- | ---- |
| Angel City             | –––– | 1-0  | 0-0  | 1-0  | 0-1  | 2-1  | 2-3  | 0-1  | 1-1  | 1-3  | 2-1  | 2-1  |
| Chicago Red Stars      | 2-0  | –––– | 0-1  | 4-0  | 2-0  | 2-2  | 1-0  | 1-0  | 2-2  | 2-1  | 0-1  | 0-0  |
| Houston Dash           | 1-1  | 4-1  | –––– | 1-2  | 2-1  | 1-1  | 0-2  | 5-0  | 0-4  | 0-0  | 0-1  | 2-2  |
| Kansas City Current    | 1-1  | 2-2  | 0-2  | –––– | 1-0  | 3-2  | 1-0  | 2-2  | 1-1  | 1-0  | 2-2  | 3-0  |
| NJ/NY Gotham           | 1-3  | 0-3  | 2-4  | 0-1  | –––– | 0-1  | 0-1  | 1-2  | 3-3  | 0-1  | 0-3  | 1-0  |
| North Carolina Courage | 1-0  | 4-0  | 3-4  | 3-4  | 3-0  | –––– | 1-2  | 1-2  | 3-1  | 5-1  | 0-1  | 3-3  |
| OL Reign               | 1-0  | 2-2  | 1-2  | 1-0  | 4-1  | 2-0  | –––– | 3-0  | 2-2  | 2-2  | 1-0  | 0-0  |
| Orlando Pride          | 2-2  | 2-4  | 1-0  | 2-2  | 0-3  | 0-3  | 1-2  | –––– | 0-2  | 2-2  | 2-2  | 2-2  |
| Portland Thorns        | 3-0  | 3-0  | 0-2  | 3-0  | 5-0  | 3-3  | 0-0  | 6-0  | –––– | 3-0  | 0-2  | 1-1  |
| Racing Louisville      | 2-3  | 0-4  | 1-1  | 1-0  | 1-2  | 0-3  | 1-1  | 2-0  | 1-2  | –––– | 1-0  | 1-1  |
| San Diego Wave         | 1-0  | 2-1  | 3-1  | 1-2  | 4-0  | 0-0  | 1-1  | 0-1  | 2-2  | 0-0  | –––– | 2-1  |
| Washington Spirit      | 0-1  | 1-1  | 1-2  | 0-1  | 2-0  | 2-3  | 2-1  | 0-0  | 1-2  | 2-2  | 4-3  | –––– |

## NWSL play-off
Le migliori sei squadre al termine della stagione regolare hanno avuto accesso ai play-off per determinare la squadra campione.
|  | Quarti di finale | Quarti di finale     | Quarti di finale |                     |   | Semifinali          | Semifinali | Semifinali |  |  | Finale | Finale | Finale |  |
|  |                  |                      |                  |                     |   |                     |            |            |  |  |        |        |        |  |
|  |                  |                      |                  |                     |   | 1                   | OL Reign   | 0          |  |  |        |        |        |  |
|  |                  |                      |                  |                     |   | 1                   | OL Reign   | 0          |  |  |        |        |        |  |
|  |                  |                      | 5                | Kansas City Current | 2 |                     |            |            |  |  |        |        |        |  |
|  | 4                | Houston Dash         | 5                | Kansas City Current | 2 | 1                   |            |            |  |  |        |        |        |  |
|  | 4                | Houston Dash         |                  |                     |   |                     |            |            |  |  |        |        |        |  |
|  | 5                | Kansas City Current  | 2                |                     |   |                     |            |            |  |  |        |        |        |  |
|  | 5                | Kansas City Current  | 2                |                     | 5 | Kansas City Current | 0          |            |  |  |        |        |        |  |
|  |                  |                      |                  |                     |   |                     |            |            |  |  |        |        |        |  |
|  |                  |                      | 2                | Portland Thorns     | 2 |                     |            |            |  |  |        |        |        |  |
|  |                  |                      |                  | Portland Thorns     | 2 |                     |            |            |  |  |        |        |        |  |
|  |                  |                      |                  |                     |   |                     |            |            |  |  |        |        |        |  |
|  |                  |                      |                  |                     |   |                     |            |            |  |  |        |        |        |  |
|  |                  | 2                    | Portland Thorns  | 2                   |   |                     |            |            |  |  |        |        |        |  |
|  |                  |                      |                  | 2                   |   |                     |            |            |  |  |        |        |        |  |
|  |                  |                      | 3                | San Diego Wave      | 1 |                     |            |            |  |  |        |        |        |  |
|  | 3                | San Diego Wave (dts) | 3                | San Diego Wave      | 1 | 2                   |            |            |  |  |        |        |        |  |
|  | 3                | San Diego Wave (dts) |                  |                     |   |                     |            |            |  |  |        |        |        |  |
|  | 6                | Chicago Red Stars    | 1                |                     |   |                     |            |            |  |  |        |        |        |  |

## Statistiche

### Squadre

#### Classifica marcatrici
| Gol |  |  | Giocatore          | Squadra                |
| --- |  |  | ------------------ | ---------------------- |
| 15  |  |  | Alex Morgan        | San Diego Wave         |
| 14  |  |  | Sophia Smith       | Portland Thorns        |
| 12  |  |  | Debinha            | North Carolina Courage |
| 11  |  |  | Diana Ordoñez      | North Carolina Courage |
| 11  |  |  | Mallory Pugh       | Chicago Red Stars      |
| 9   |  |  | Ashley Hatch       | Washington Spirit      |
| 9   |  |  | Ebony Salmon       | Houston Dash           |
| 7   |  |  | Bethany Balcer     | OL Reign               |
| 7   |  |  | Cece Kizer         | Kansas City Current    |
| 7   |  |  | Lo'eau LaBonta     | Kansas City Current    |
| 7   |  |  | Savannah McCaskill | Angel City             |
| 7   |  |  | Megan Rapinoe      | OL Reign               |
| 7   |  |  | Morgan Weaver      | Portland Thorns        |

### Individuale
| Premio              | Assegnato a                      | Note               |
| ------------------- | -------------------------------- | ------------------ |
| Golden Boot         | Alex Morgan (San Diego Wave)     | 15 reti realizzate |
| Miglior allenatrice | Casey Stoney (San Diego Wave)    | [ 10 ]             |
| Miglior rookie      | Naomi Girma (San Diego Wave)     | [ 11 ]             |
| Miglior portiere    | Kailen Sheridan (San Diego Wave) | [ 12 ]             |
| Miglior difensore   | Naomi Girma (San Diego Wave)     | [ 11 ]             |
| Migliore giocatrice | Sophia Smith (Portland Thorns)   | [ 1 ]              |